# Sound Grammar
| 전문가 평가                          | 전문가 평가 |
| 평가 점수                            | 평가 점수   |
| 출처                                 | 점수        |
| ------------------------------------ | ----------- |
| Allmusic                             | [ 1 ]       |
| The Guardian                         | [ 2 ]       |
| Music Box                            | [ 3 ]       |
| MSN Music (Consumer Guide)           | A           |
| Tom Hull                             | A           |
| The Penguin Guide to Jazz Recordings | [ 6 ]       |

《Sound Grammar》는 2005년 10월 14일, 독일 루트비히스하펜에서 녹음된 미국의 재즈 색소폰 연주자이자 작곡가인 오넷 콜먼의 라이브 음반이다. 이 음반은 콜먼과 미카엘라 다이스가 프로듀싱했고 콜먼의 새로운 사운드 그래머 레이블로 발매되었다. 이 음반은 1990년대 버브와의 관계가 끝난 이후 거의 10년 만에 나온 그의 첫 번째 새 음반이었다. 그것은 새로운 오리지널과 오래된 오리지널을 혼합한 것을 특징으로 한다.

## 수상
2006년, 《Sound Grammar》는 그래미 어워드 최우수 재즈 연주상 후보에 올랐다. 다음 해, 그것은 2007년 퓰리처상 음악 부문을 수상했다. 윈튼 마샬리스가 1997년 노예 제도에 관한 오라토리오인 《Blood on the Fields》로 퓰리처상을 수상했지만, 《Sound Grammar》는 이 상을 받은 첫 번째 재즈 작품이다.

## 곡 목록
모든 곡들은 오넷 콜먼에 의해 작곡하였다.
| #  | 제목                | 재생 시간 |
| -- | ------------------- | --------- |
| 1. | 〈Intro〉           | 1:14      |
| 2. | 〈Jordan〉          | 6:32      |
| 3. | 〈Sleep Talking〉   | 8:55      |
| 4. | 〈Turnaround〉      | 4:06      |
| 5. | 〈Matador〉         | 5:57      |
| 6. | 〈Waiting for You〉 | 6:50      |
| 7. | 〈Call to Duty〉    | 5:34      |
| 8. | 〈Once Only〉       | 9:40      |
| 9. | 〈Song X〉          | 10:22     |